# 岳阳楼
岳阳楼是一座位于中國湖南省岳阳市古城西门之上的古城楼，下临洞庭，前望君山，北倚长江，主要因范仲淹《岳阳楼记》而闻名，有“洞庭天下水，岳阳天下楼”的盛誉。岳阳楼始建于公元220年前后，其前身相传为三国时期东吴大将鲁肃的“阅军楼”，西晋南北朝时称“巴陵城楼”，中唐始称“岳阳楼”。岳阳楼是江南三大名楼中唯一的一座保持原貌的古建筑。1988年1月被中国国务院确定为全国重点文物保护单位，2001年被评定为国家5A级景区。

## 历史

### 三国两晋南北朝
岳阳楼前身为三国东吴名将鲁肃所修阅军楼。东汉建安二十年（215年），孙权与刘备争夺荆州，大将鲁肃率军驻守战略要地巴丘，运用东吴历来重视的“夹水口立坞”的战术，构筑城堡，在洞庭湖操练水军，作为屯军备战的营垒。:68鲁肃在濒临洞庭湖处，建造了检阅水军的阅军楼，此即今岳阳楼前身。
两晋、南北朝时期，阅军楼改称巴陵城楼，虽仍侧重于军事上的需要，但那壮绮丽的风光，已为诗人吟咏。南朝诗人颜延之《始安郡还都与张湘州登巴陵城楼》诗，即有“清氛霁岳阳，曾晖薄澜澳”的佳句。这是中国诗歌史上第一首吟咏岳阳楼的诗。

### 唐朝
唐朝时，巴陵城楼始称为岳阳楼。到这时，岳阳楼已被辟为宴席之地。:173因岳州是长江流域重要港口城市，交通发达，又有楼台胜景，“迁客骚人，多会于此”。唐开元四年（716年），中书令张说贬官岳州，常会文人登楼赋诗。嗣后，张九龄、孟浩然、贾至、李白、杜甫、韩愈、刘禹锡、白居易、李商隐等风邀云集，接踵而来，留下许多语工意新的名篇佳作。杜甫的《登岳阳楼》，更是千秋绝唱。

### 宋朝
北宋，岳阳楼在滕子京重修、范仲淹作记之后开始名闻天下。庆历四年（1044年），环庆路都部署兼知庆州滕子京因被誣告濫用公使錢被贬知岳州。滕上任后，于庆历五至六年重修岳阳楼。据司馬光《涑水记闻》记载，滕子京向民间欠钱不还者讨债，讨来的钱一万缗，都用于修建岳阳楼。岳阳楼建成后，滕子京并邀请范仲淹作《岳阳楼记》，還请尹洙写《岳州学记》，请欧阳修写《偃虹堤记》。县志记载，新修的楼台规模宏大，极为壮丽。《岳阳楼记》通篇仅360余字，然其内容博大，气势磅礴，借景议人，堪称绝响。名句“先天下之忧而忧，后天下之乐而乐”即出此中。名楼得名记，名声益彰。:201此后，历宋元明清，代有游人吟咏，不乏佳作。
- 元代夏永《岳阳楼图》
- 明代安正文《岳阳楼图》
- 清代嘉庆《巴陵县志》岳阳楼图
- 日本江户时代池大雅《楼阁山水图》

## 破坏与修复

### 清朝至中华民国
康熙二十七年（1688年），岳阳楼毁于大火。康熙四十年（1701年），知府孙道林重修岳阳楼，但尚未竣工时就被洪水冲塌，直至乾隆初年一直无楼。
乾隆五年（1740年），经湖广总督班第奏准，拨舵杆洲岁修银六千多两修缮岳州城，并重修岳阳楼，由岳州知府田尔易、巴陵知县张世芳承建。湖广总督谢济世写有《重建岳阳楼记》。文中称“购石楠以造之，其高五丈，其制三层，通费白金六斤有奇，明年而告竣。”
乾隆七年（1742年），黄凝道新任岳州知府，次年对岳阳楼进行过小规模的修葺，并遣使去京请大书法家、刑部尚书张照书写范仲淹的《岳阳楼记》，即“《岳阳楼记》雕屏”，成为后世珍贵文物，现悬挂于岳阳楼二楼。
光绪六年（1880年），张德容主持重修岳阳楼，这是岳阳楼千年来规模最大的一次工程建设。这次重修从稳固楼基出发，将楼体后移了六丈多。楼顶的玻璃筒瓦全用桐油石灰调拌，隔瓦则以铁铆连结，十分牢固；楼前的石砌泊岸和城墙上的雉堞，都用糯米粉调细瓷灰修砌，刀斧不能入。此次改建，不仅稳固了楼基，而且改善了布局。

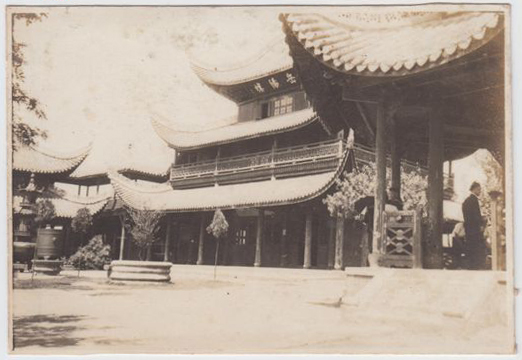
侵华日军明信片上的岳阳楼

清末，由于年久失修，岳阳楼已是“墙穿瓦败，四壁空存，重门徒启”。民国初虽有小修小补，但由于屡遭兵祸，破坏愈烈。
民国21年（1932年），湖南省主席何键提请湖南省政府委员会常委会议决：拨款1万元，作为岳阳楼的修建经费，缺额由岳阳县县长就地设法劝募。重新修葺时，将屋顶大琉璃瓦更换为中琉璃瓦，更换了楼身中的部分腐朽木料，并将一周四周未坏的窗棂门扇集中于正面，其余三面改砌砖墙。主楼内外陈设，均按旧制未变。竣工时，由何键书写“岳阳楼”匾额，悬挂于三楼正面檐下。本次大修，共计耗费银洋3万元，其中省政府拨款12000元，各界捐赠18000元。

### 中华人民共和国至今
中华人民共和国成立后，岳阳楼曾有多次维修。
1950年4月，在岳阳楼南侧地坪建革命烈士纪念亭，同时首次拨款对岳阳楼及其辅亭进行维修。10月20日，纪念亭落成，岳阳楼一带被辟为观览风景、凭吊革命烈士之地。
据当地官方记载，截止1966年9月，文化大革命爆发不久，岳阳楼管理所机构瘫痪，岳阳楼公园被改称为“人民公园”，铁梢、铁鼎等文物已遭到破坏，一度有造反派以“破四旧”要砸碎岳阳楼，但遭到当地群众阻止。至1969年，因管理不善，连年失修，楼内出现多处损坏。1970年初，湖南省革命委员会常委决定拨款维修岳阳楼。至1984年全面维修工程竣工，历时14年，为清光绪六年（1880年）以来最大的一次岳阳楼修葺工程。大修后的岳阳楼，保存了55%以上构件原物，并加固楼基，防治白蚁，消除隐患。一楼民国时加砌的三面砖墙换为明清式样的贴金雕花门窗。二楼镶嵌有清书法家张照书《岳阳楼记》雕屏原物。三楼镶嵌毛泽东书杜甫《登岳阳楼》诗雕屏。史学家刘大年为大修后的岳阳楼纂联云：“鲁肃兵轻，范公文远，万般气象观今日；滕王歌歇，黄鹤踪杳，十面湖山上此楼。”:45
1991年4月2日，岳阳楼景区建设委员会和资金筹集委员会成立。1992年8月15日，小乔墓迁地重修工程动工，在岳阳楼公园北端修建墓堆、墓庐，同年12月完成小乔墓景点基础挡土墙工程。1993年8月8日，新建的小乔墓向游客开放，岳阳楼景区增加一个新的景点。
时至今日，岳阳楼有时亦会进行小规模修葺，以修补因自然原因造成的较小损坏。

## 结构

### 主楼
岳阳楼主楼高19.42米，进深14.54米，宽17.42米，占地251平方米，为三层、四柱、飞檐、盔顶、纯木结构。楼中四根楠木金柱直贯楼顶，周围绕以廊、枋、椽、檩互相榫合，结为整体，整栋楼没有使用一根铁钉。楼顶承托在如意斗拱上。曲线流畅，陡而复翘，宛如古代武士的头顶，称为盔顶。岳阳楼是目前中国最大的盔顶建筑。

### “五朝楼观”
岳阳楼在不同的历史时期曾被按照当时的建筑特点修改和重建。在今岳阳楼公园中，有按照古画和资料书籍复原的历朝历代岳阳楼模型，称为“五朝楼观”，可作为研究历代岳阳楼建筑样式的参考。
“五朝楼观”模型全部采用黄铜铸造，各朝代模型尺寸特点如下：
| 朝代 | 设计蓝本                 | 形状   | 模型面阔      | 模型进深      | 模型高度 | 模型净重 | 匾额书写者 |
| ---- | ------------------------ | ------ | ------------- | ------------- | -------- | -------- | ---------- |
| 唐   |                          | 正方形 | 边长 5.39米   | 边长 5.39米   | 5.19米   | 12.3吨   | 颜真卿     |
| 宋   | 宋代宫廷画院《岳阳楼图》 | 长方形 | 3.608米       | 3.092米       | 4.5米    | 12.2吨   | 米芾       |
| 元   | 夏永《岳阳楼图》         | 长方形 | 3.608米       | 3.092米       | 4.3米    | 12.2吨   | 赵孟頫     |
| 明   | 安正文《岳阳楼图》       | 六边形 | 单面阔 1.68米 | 单面阔 1.68米 | 4.5米    | 9.1吨    | 董其昌     |
| 清   | 龚贤《岳阳楼图》         | 长方形 | 4.43米        | 3.152米       | 4.83米   | 10.7吨   | 康熙帝     |